# 사 (중국)
사(士)는 고대 중국 사회의 통치 계급을 가리킨다.

## 개요
주대(周代)의 신분제 사회구조에서, 지배자층은 왕의 아래에 제후(諸侯)・경(卿)・대부(大夫)・사(士)로 구성되어 각자의 관직과 읍(邑, 도시국가)을 세습하였다. 사는 지배계층의 최하층에 위치해 있었다. 춘추시대 중기에 이르면 이러한 계층질서가 붕괴되어 관직이나 토지를 잃는 자도 있었는데, 세습하는 관직이나 토지가 없이 지식과 힘을 가지고 관직에 임용된 새로운 지배자층이 '사'를 형성하게 되었고, 제자백가(諸子百家)가 탄생하기에 이른다.
진(秦)・한(漢) 시대에 이르러 고대의 신분제 사회는 자취를 감추고 황제에 의한 중앙집권국가가 수립되면서 백성을 지배하는 황제의 수족인 「이(吏)」가 되고, 사는 재야 혹은 조정에서 재능・지식을 갖춘 인사를 의미하는 것으로 바뀌었다.
삼국 시대에는 재야의 사가 적극적으로 기용되었는데, 위(魏)・진(晋)은 구품관인법(九品官人法)라는 관리 채용을 실시하여 사들을 관리로 등용했고, 사에 의한 정권이 탄생하게 되었다.
나아가 구품관인법에 의한 관리 등용이 재능보다도 문벌에 의해 좌우되는 경향이 강해지면서 사도 차츰 문벌귀족화하여, 「사족(士族)」이라 불리게 된다.
송대(宋代)에 과거제라는 시험을 통한 관리 등용이 일반화되면서 귀족정치에서 중앙집권체제로 이행하고, 독서하는 사람이 문인관료로 발탁되고, 사는 대부(大夫)와 함께 「사대부(士大夫)」라 불리는 지배계층을 성립시켰다. 이들 사대부가 주도하는 새로운 학문의 모색은 유학(儒學)에 주자학(朱子學) 등의 신유학이 등장하는 결과를 초래하였다.